# Đông Hương, Phủ Châu
Đông Hương (tiếng Trung: 东乡区, Hán Việt: Đông Hương khu) là một quận của địa cấp thị Phủ Châu (抚州市), tỉnh Giang Tây, Cộng hòa Nhân dân Trung Hoa. Quận này có diện tích 1262 km2, dân số năm 2003 là 426.000 người. 

## Hành chính
Quận Đông Hương được chia ra làm 14 đơn vị hành chính cấp hương, gồm 1 nhai đạo, 9 trấn và 4 hương. Ngoài ra quận này còn quản lí 6 đơn vị tương đương cấp hương khác.
- Nhai đạo: Kim Phong (金峰街道)
- Trấn: Hiếu Cương (孝岗镇), Tiểu Hoàng (小璜镇), Vu Thượng Kiều (圩上桥镇), Mã Vu (马圩镇), Chiêm Vu (詹圩镇), Cương Thượng Tích (岗上积镇), Dương Kiều Điện (杨桥殿镇), Lê Vu (黎圩镇), Vương Kiều (王桥镇)
- Hương: Phách Can (珀玕乡), Đặng Gia (邓家乡), Hổ Vu (虎圩乡), Dao Vu (瑶圩乡)

Đơn vị ngang cấp hương khác
- Khu khai khẩn: Hồng Tinh (红星垦殖场), Hồng Quang (红光垦殖场), Hồng Lượng (红亮垦殖场)
- Khu sinh thái: Cam Khanh (甘坑生态林场)
- Khu xưởng Lân Phì (江西磷肥厂)
- Khu khai phát kinh tế Đông Hương (东乡县经济开发区)